# Tanchon

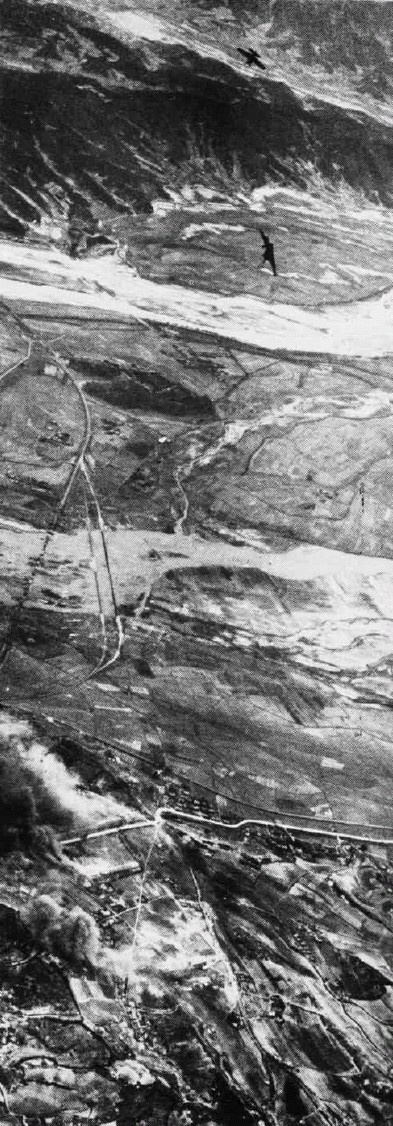
Imagen histórica de Dos Douglas DC-4 de la marina de guerra de Estados Unidos atacando Tanchon durante la Guerra de Corea el 24 de junio de 1952.

Tanchon (en coreano 단천시) es una ciudad portuaria de la provincia de Hamgyŏng del Sur, en Corea del Norte. Está situado a una altitud de 95 m s. n. m..

## Historia

### La transformación de la ciudad

Mapa de la provincia de Hamgyŏng del Sur, en Corea del Norte.

El gobierno de Corea del Norte quiere convertir a Tanchon como una ciudad rica en materias, ciudad clave de la costa este del país para transformarla en una ciudad de fuente de ingresos de divisas. Tanchon es un punto de tránsito estratégico para el transporte de mercancías hasta y desde Siberia, en Rusia, para la parte noreste de China y para Mongolia.
Uno de los portavoces del país aseguró que la ciudad portuaria de Tanchon debía transformarse en una fuente de financiación para la política económica de Corea, de buscar tanto la evolución económica como sus capacidades nucleares.
Con el propósito de evolucionar en cuanto a las exportaciones, en mayo de 2014, Corea de Norte ejecutó la formación de un puerto en la ciudad de Tanchon, que dispone de reservas de magnetita, zinc y otros recursos minerales, ubicada en el centro de la cosa este de Corea.

Tanchon cuenta con alrededor de 5,4 mil millones de toneladas de depósitos de magnesita, posiblemente la tercera reserva más grande del mundo.
Choson Sinbo

También está previsto aumentar las exportaciones gracias a la ampliación, ya que las exportaciones que se hacían hacia China daban escasos beneficios.

Corea del Norte tratará de fabricar productos de magnesita procesados, con el fin de hacer productos de alto valor añadido.
Choson Sinbo

Se construirán muchas plantas en la región de Tanchon y las áreas se convertirán en una nueva zona industrial.
Choson Sinbo

El líder de Corea del Norte, Kim Jong-un, también ha afirmado que el plan de Corea es aumentar la evolución de beneficios de Tanchon, comentando en una reunión nacional de los trabajadores de la industria ligera, que los beneficios derivados del desarrollo de la ciudad portuaria deben emplearse únicamente para respaldar los medios de vida de la población de Corea del Norte.

Corea del Norte parece expresar su intención de conseguir inversión extranjera, al poner de relieve las ricas reservas de recursos en Tanchon y su ambición para desarrollar la ciudad como uno de los puertos internacionales más importantes de la región del Noreste Asiático
Cho Bong-hyun (analista del Instituto de Investigación Económica IBK).

### Armas de destrucción masiva
Philip Goldberg, embajador de Estados Unidos mencionó que el Departamento de Hacienda de Estados Unidos había determinado que la Corporación Bancaria Kwangson de Corea (Korea Kwangson Banking Corporation - KKBC), de Corea del Norte, ofrecía servicios de apoyo tanto al Banco Comercial de Tanchon como a la Corporación de Cambios Hyoksin de Corea (Hyoksin), subsidiaria de la Corporación General Ryonbong.

Hay información de que estaban haciendo tratos con entidades ya designadas por las Naciones Unidas de las que se sabe trabajan en el negocio de suministros militares y cosas por el estilo
Philip Goldberg

Tanto Tanchon como Ryonbong ya habían sido identificadas en junio de 2005 como proliferadores de armas de destrucción masiva a través de sus transferencias financieras.